# Некар Задеган
Некар Задеган (енгл. Necar Zadegan; Хајделберг, Немачка, 20. јун 1982) америчка је филмска, позоришна и телевизијска глумица.
Задеганова је најпознатија по улози посебне агенткиње Хане Кури у серији Мориарички истражитељи: Нови Орлеанс.